# Anders G. Hedberg
Anders Gullik Hedberg, född 17 september 1900 i Gävle, död 1 juni 1973 i Stockholm, var en svensk arkitekt.
Hedberg, som var son till bildhuggare Anders Hedberg och Alida Vilhelmina Andersson, avlade studentexamen i Gävle 1920, avgångsexamen från Kungliga Tekniska högskolan 1928 och från Kungliga Konsthögskolan 1931. Han var anställd hos arkitekt Sigurd Lewerentz 1928–1933, anställd för utredning hos arkitekt Hakon Ahlberg 1933–1934, hos arkitekterna Bengt Romare och Georg Scherman vid nybyggnation för Statens historiska museum 1935, vid Byggnadsstyrelsens utredningsbyrå 1935–1938, vid Stockholms stads sjukhusdirektion vid Sabbatsbergsutredningen 1938–1939, vid Södersjukhusets byggnadskontor 1939–1941, hos 1940 års militära byggnadsutredning 1941–1942 samt innehade uppdrag av Kungliga Arméförvaltningens fortifikationsstyrelse 1942–1943 och av Kungliga Marinförvaltningens fortifikationsavdelning 1944.
Hedberg utarbetade förslag till normallasarett samt bland annat friluftsbad och sportplan på Gärdet i Stockholm 1947. Han utförde även glasmosaiken De fyra elementen för tändsticksfabriken Union Allumettière i Belgien. Hedberg är begravd på Skogskyrkogården i Gävle.